# Seacourt
Seacourt – była wieś w Anglii, w hrabstwie Oxfordshire, w dystrykcie Vale of White Horse, w civil parish Wytham. Leży 3 km na zachód od Oksfordu i 86 km na zachód od Londynu. W 1891 roku civil parish liczyła 23 mieszkańców.